# Liste d'ambulanciers durant la Première Guerre mondiale
Cet article présente une liste de personnalités ayant servi comme ambulanciers durant la Première Guerre mondiale. Très nombreuses ont été les personnalités - écrivains en particulier - qui se sont portées volontaires comme conducteur d'ambulance pour les puissances alliées. Dans de nombreux cas, ils ont sympathisé fortement avec les idéaux des Puissances alliées mais ne voulaient pas, ou étaient trop vieux, pour participer aux combats. Les femmes n'avaient pas à l'époque la possibilité de participer aux combats. Plusieurs des Américains figurant sur cette liste se sont portés volontaires avant l'entrée des États-Unis dans la Première Guerre mondiale en 1917. Beaucoup d'écrivains américains seront plus tard associés à la Génération perdue.

## Écrivains
- Robert C. Binkley (en) - historien américain
- Julien Bryan - volontaire de l'American Field Service
- Louis Bromfield[1] - volontaire de l'American Field Service
- William Slater Brown (en)[1] - volontaire du Norton-Harjes Ambulance Corps (en)
- Malcolm Cowley (en)[1] - volontaire de l'American Field Service
- Harry Crosby[1] - volontaire de l'American Field Service
- E. E. Cummings[1] - volontaire du Norton-Harjes Ambulance Corps
- Nino Dadechkéliani - ambulancière de l'Armée impériale russe
- Russell Davenport[2] - Medical Corps (United States Army) (en)
- John Dos Passos[3] - volontaire du Norton-Harjes Ambulance Corps
- Julien Green[1],[4]- volontaire de l'American Field Service
- Ernest Hemingway[1] - volontaire de l'American Field Service
- Robert Hillyer (en)[1] - volontaire du Norton-Harjes Ambulance Corps
- Sidney Howard[1] - volontaire de l'American Field Service
- Jerome K. Jerome - ambulancier de l'Armée française
- John Howard Lawson[5] - volontaire du Norton-Harjes Ambulance Corps
- Desmond MacCarthy[2] - volontaire du corps d'ambulanciers de la Croix-Rouge britannique
- Archibald MacLeish[6] - ambulancier de l'U.S. Army devient plus tard capitaine d'artillerie
- John Masefield - sert comme ordonnance à l'hôpital britannique pour les soldats français en France
- Francis Van Wyck Mason - volontaire du corps des ambulances qui rejoint plus tard l'armée française puis l'U.S. Army
- Somerset Maugham[2] - volontaire de la Croix rouge britannique ambulance corps
- Charles Nordhoff[2] - sert comme ordonnance à l'hôpital britannique pour les soldats français en France
- William Seabrook[1],[2] - American Field Service
- Robert William Service[7] - volontaire de la Croix rouge britannique
- Olaf Stapledon[8] - volontaire de la Friends' Ambulance Unit
- Dale Van Every (en) - écrivain et producteur de cinéma américain[9].
- Hugh Walpole - volontaire de la croix rouge en Russie
- Amos Niven Wilder[10] - volontaire de l'American Field Service, rejoint plus tard une unité d'artillerie

## Compositeurs
- Maurice Ravel[11] - ambulancier ou conducteur de camion
- Albert Roussel[12] - conducteur pour la Croix rouge
- Ralph Vaughan Williams - Royal Army Medical Corps

## Réalisateurs de cinéma
- René Clair[13]
- Jean Cocteau[14]
- Walt Disney[15],[16] - volontaire de la Croix-Rouge américaine mais ne sert qu'après la signature de l'armistice mettant fin à la Guerre[17],[18]
- William A. Wellman[19].

## Autres personnalités
- Frank Buckles[20] - dernier ancien combattant américain de la Première Guerre mondiale
- Marion Barbara Joe Carstairs[21] - anglo-américain fortuné. Plus tard connu comme conducteur de puissants bateaux et pour son mode de vie excentrique
- Stafford Cripps - homme politique britannique
- Hélène Dutrieu[22] - pionnière de l'aviation française
- Florence Jaffray Harriman- membre de la haute société et de la commission Wilson sur les conflits du travail - directrice du Women's Motor Corps en France et organisatrice de la Croix-Rouge américaine du district de Columbia
- Tony Hulman (en) - homme d'affaires américain, propriétaire et exploitant du Indianapolis Motor Speedway - volontaire de la Croix-Rouge américaine
- Ray Kroc - entrepreneur américain associé à McDonald's Corporation - formé pour être ambulancier bien que la guerre s'est terminée avant qu'il n'entre en action
- Waldo Peirce[23] - peintre américain - volontaire de l'American Field Service
- Percy Toplis (en) - fameux déserteur britannique

## Personnalités qui servent les Alliés avec une fonction spécifique
- Algernon Blackwood - chercheur auprès de la Croix-rouge britannique, essaie d'identifier les morts ou les soldats perdus - écrivain britannique
- A. J. Cronin - chirurgien de la Royal Navy - romancier écossais
- Marjory Stoneman Douglas - volontaire de la Croix-Rouge américaine - important conservationniste américain
- Dorothy Canfield Fisher - volontaire pour aider les soldats alliés aveugles - militant et écrivain américain
- E. M. Forster - interroge les blessés dans les hôpitaux égyptiens - romancier anglais
- Anne Green - volontaire, auteur et traductrice, sœur de l'ambulancier et écrivain Julien Green déjà mentionné
- Gertrude Stein - conductrice volontaire pour les hôpitaux français - poétesse, dramaturge et féministe américaine
- Edmund Wilson - critique littéraire américain

## Source de la traduction
- (en) Cet article est partiellement ou en totalité issu de l’article de Wikipédia en anglais intitulé « List of ambulance drivers during World War I » (voir la liste des auteurs).